# Гибридизационная селекция
Гибридизационная селекция — метод идентификации рекомбинантных молекул ДНК с помощью трансляции in vitro.
Из популяции рекомбинантных молекул выделяют и очищают рекомбинантные ДНК. Затем препараты денатурируют и фиксируют на твёрдой подложке. Каждый из препаратов инкубируют со смесью мРНК. Гибридизация и связывание РНК происходит только тогда, когда она оказывается комплементарной иммобилизованной клонированной ДНК. Все остальные РНК удаляются при промывании. Связанную РНК отделяют от ДНК и тестируют на синтез специфического полипептида в системе трансляции in vitro.